# 다쿠역
다쿠역(일본어: 多久駅)은 일본 사가현 다쿠시에 있는 규슈 여객철도의 철도역이다. 1899년 12월 25일에 개통되었으며, 가라쓰 선 열차가 운행된다.

## 역사
- 1899년 12월 25일: 아자미바루역으로 개통됨
- 1934년 4월 1일: 다쿠역으로 바꿈
- 1987년 4월 1일: 일본국유철도 민영화로 JR 규슈의 소유가 됨
- 2008년 1월 27일: 주변의 토지구획 정리 사업으로 구역사 철거됨

## 인접역
| ■ 규슈 여객철도      | ■ 규슈 여객철도 | ■ 규슈 여객철도        |
| -------------------- | --------------- | ---------------------- |
| 나카타쿠 구보타 방면 | 가라쓰 선       | 규라기 니시카라쓰 방면 |